# Луцький Микола Іванович
Мико́ла Іва́нович Лу́цький (15 липня 1893, с. Дичків, нині Тернопільського району Тернопільської області, Україна — 30 квітня 1974, с. Велика Горожанна, нині Миколаївського району Львівської області, Україна) — український самодіяльний співак (соліст стрілецького хору), диригент, педагог, учасник національно-визвольних змагань, січовий стрілець.

## Життєпис
Народився 15 червня 1893 року в селі Дичків (нині Тернопільського району Тернопільської області, Україна) в сім'ї дяка-пасічника. Батько — Іван Луцький родом із села Красне тепер Гусятинського району. Мати — Марія з роду Барановських зі Скалата.
Навчався в Тернопільській українській гімназії і Тернопільській чоловічій учительській семінарії. Після її закінчення в серпні 1914 року вступив до Українських січових стрільців. Протягом 1922—1923 років вивчав курс  оперного співу у Львівському театрі опери і драми.
Микола мав співочий голос — героїчний тенор. Він — соліст і диригент стрілецького хору, перший виконавець деяких стрілецьких пісень. Співав на Богослужіннях, виступав з концертами та виставою у Львові, інших селах й містах Галичини, Австрії, Чехії.
Учасник боїв з російськими військами на території Галичини. Після битви на Маківці на початку літа 1916 року його переведено у військову частину у Великій Горожанці.
1 листопада 1919 року Микола Луцький переймав владу від австрійської адміністрації. Зайнявши «головний двірець» залізничного вокзалу у Львові, боронив його з перших хвилин війни.
Учасник боїв за незалежність ЗУНР з першого дня війни до відступу УГА через р. Збруч. Був комендантом ЗУНР у Комарно. На Великій Україні протягом 1919—1922 років брав участь у боях основних військових частин українського війська проти російських червоної та білогвардійських армій. Після повернення з фронту декілька місяців був солістом у Львівському оперному театрі.
Подальше життя Микола Луцький з дружиною Теклею присвятили просвітницькій праці. Протягом 1923—1942 років вони працювали у Малій Горожанці. Пізніше — у селах Довге, Стриганці, Боднарів, Грімно, Велика Горожанна. Микола Луцький керував шкільними і сільськими співочими колективами, навчав співу в церковних хорах, співав у них.
Помер Микола Луцький 30 квітня 1974 року у Великій Горожанній, там і похований.